# Union Chimique Belge
UCB (Union Chimique Belge) is een Belgisch multinational actief in de farmaceutische sector. Het verkocht de afgelopen jaren zijn activiteiten in de chemische sector en de filmsector (coating).

## Activiteiten
UCB is een biofarmaceutisch bedrijf actief op het gebied van onderzoek, ontwikkeling, productie, verkoop en distributie van biofarmaceutische geneesmiddelen. UCB heeft de focus liggen op neurologie en auto-immuunziekten.  Producten die UCB maakt zijn onder meer Cimzia, Keppra (anti-epilepticum), Xyzal, Zyrtec (antiallergisch), Nootropil en Atarax. Cimzia leverde in 2023 de hoogste bijdrage aan de omzet.
Het heeft een jaaromzet van ruim vijf miljard euro. UCB heeft activiteiten in 36 landen. Het belangrijkste afzetgebied is de Verenigde Staten, hier wordt bijna de helft van de omzet gerealiseerd. Verder is Europa van groot belang en ook in Japan is de afzet aanzienlijk. Meer dan de helft van het personeel is actief in Europa. Aan R&D wordt jaarlijks een derde van de omzet uitgegeven.
Het hoofdkantoor van UCB staat in Brussel. In Eigenbrakel staat een moderne research- en productie-eenheid. In Leuven opende UCB in 2022 een onderzoekscentrum voor gentherapie.
De aandelen van UCB worden verhandeld op de aandelenbeurs van Euronext te Brussel. Het aandeel maakt deel uit van de BEL 20 aandelenindex. De grootste aandeelhouder van het bedrijf is Financière de Tubize SA, een Belgische vennootschap waarvan de aandelen ook zijn toegelaten tot de verhandeling op Euronext Brussel. Tubize heeft zo'n 35% van de aandelen UCB in handen. De familie Janssen is de referentie aandeelhouder in Tubize.

### Resultaten
De omzet van UCB is toegenomen door de afzet van nieuwe geneesmiddelen. De lichte daling in 2014 werd veroorzaakt door de deconsolidatie van Kremers Urban waarvoor het bestuur een koper zocht. In 2015 leidde de verkoop hiervan tot een substantiële eenmalige bijdrage aan de nettowinst van UCB.
| Jaar | Omzet | Nettoresultaat |
| ---- | ----- | -------------- |
| 2011 | 3246  | 238            |
| 2012 | 3462  | 252            |
| 2013 | 3411  | 200            |
| 2014 | 3344  | 199            |
| 2015 | 3876  | 674            |
| 2016 | 4178  | 542            |
| 2017 | 4530  | 771            |
| 2018 | 4632  | 823            |
| 2019 | 4913  | 817            |
| 2020 | 4347  | 761            |
| 2021 | 5777  | 1058           |
| 2022 | 5517  | 418            |
| 2023 | 5252  | 343            |

## Geschiedenis
UCB werd opgericht in 1928 door Emmanuel Janssen. Aanvankelijk was de productie gericht op industriële scheikunde. Vooral na de Tweede Wereldoorlog (mede dankzij uitbetaalde "oorlogsschade") werd de farmaceutische divisie sterk uitgebreid en werd een researchafdeling opgericht, met onder meer de succesvolle merknamen Atarax® en Nootropil® als resultaat.
In 2002 werden de chemische- en filmactiviteiten samengevoegd. Diverse onderdelen van Solutia werden aangekocht om de marktpositie te versterken. Twee jaar later werd van deze activiteiten afscheid genomen door een verkoop aan Innovia Films. Deze verkoop viel samen met de acquisitie van het Britse biotechbedrijf Celltech. Het was de eerste grote overname in de 76-jarige geschiedenis van UCB. Celltech had toen een omzet van 500 miljoen euro en UCB betaalde 2,3 miljard euro voor het Britse bedrijf. In 2005 werd UCB een puur pharmaceutisch bedrijf na het afstoten van de laatste branchevreemde activiteiten aan Cytec Industries. Met de verkoop ging 1,1 miljard euro aan omzet over en 2900 werknemers.
In 2006 nam UCB Schwarz Pharma over. De Duitse producent van geneesmiddelen werd in 1946 opgericht. Het telde op het moment van de overname 4400 medewerkers en realiseerde een omzet van 1 miljard euro. UCB telde 8300 personeelsleden en had een omzet van 2,4 miljard euro. Het bod werd in geld en aandelen gedaan. De familie Schwarz werd daarmee grootaandeelhouder in UCB met een belang van 41,5%. In februari 2007 verkocht de Schwarz familie bijna 14 miljoen aandelen, een belang van 7,6%, van het kapitaal van UCB. De aandelen werden gekocht door Tubize en een groep van stabiele investeerders in UCB. Het belang van de Schwarz familie in UCB is in de jaren daarna verder afgebouwd.
Eind 2015 verkocht UCB de Amerikaanse dochter Kremers Urban aan de investeringsmaatschappijen Advent International en Avista Capital Partners. Met de transactie is een bedrag gemoeid van US$ 1,5 miljard. Kremers Urban spitst zich toe op de productie van generische geneesmiddelen en behaalde in 2014 een omzet van ruim 300 miljoen euro. Met de verkoopopbrengst zal UCB schulden aflossen en middelen vrij maken om nieuwe initiatieven te financieren. De verkoop resulteerde in een aanzienlijke eenmalige bate in het boekjaar 2015.
In maart 2022 werd de overname van Zogenix afgerond. Zogenix heeft een geneesmiddel, FINTEPLA, tegen zeldzame epilepsieën. De transactie had een waarde van ongeveer 1,7 miljard euro. Na de overname is de beursnotering van Zogenix op de NASDAQ gestaakt. In 2023 droeg FINTEPLA voor 226 miljoen euro bij aan de omzet.

## Bestuur
| Periode      | Voorzitter                 |
| ------------ | -------------------------- |
| 1928 - ?     | Georges Theunis            |
| 1940 - 1948  | Emmanuel Janssen           |
| 1948 - 1957  | François Boudart           |
| 1957 - 1976  | Charles-Emmanuel Janssen   |
| 1976 - 1980  | Paul Foriers               |
| 1980 - ?     | André Jaumotte             |
| ? - ?        | Willy De Clercq            |
| 1999 - 2005  | Mark Eyskens               |
| 2005 - 2006  | Georges Jacobs de Hagen    |
| 2007 - 2012  | Karel Boone                |
| 2012 - 2017  | Gerhard Mayr               |
| 2017 - 2021  | Evelyn du Monceau          |
| 2021 - 2022  | Stefan Oschmann            |
| 2022 - 2023  | Fiona du Monceau (interim) |
| 2023 - heden | Jonathan Peacock           |

| Periode      | CEO                     |
| ------------ | ----------------------- |
| 1928 - 1940  | Emmanuel Janssen        |
| 1940 - 1975  | Roger Janssen           |
| 1975 - 1987  | Daniel Janssen          |
| 1987 - 2004  | Georges Jacobs de Hagen |
| 2005 - 2014  | Roch Doliveux           |
| 2015 - heden | Jean-Christophe Tellier |

## Trivia
- Aartshertog Lorenz van Oostenrijk-Este maakte tot 2010 deel uit van het board commitee.[11]